# Festes Quinquennals d'Ulldecona
Les Festes Quinquennals d'Ulldecona se celebren a Ulldecona cada cinc anys. L'origen de la festivitat cal anar-lo a buscar a l'estiu del 1936, durant la guerra civil, quan la imatge de la Verge de la Pietat, patrona d'Ulldecona, va ser destruïda juntament amb la seva ermita. L'any 1939, l'artista local Vicent Barrera, va realitzar i cedir posteriorment, una imatge de la Verge, que és la que actualment es venera. A la parròquia, el 31 d'agost de 1939, es va beneir solemnement aquesta nova imatge de la Mare de Déu de la Pietat i es va començar la novena, a més d'altres actes religiosos en honor de la Verge de la Pietat. I, tan espontàniament com ràpidament, es van començar a guarnir els carrers amb els materials que tenien a mà: plantes naturals, murta, hedra, vànoves, paperets,... i així es va fer la processó. El dia 10 de setembre d'aquell any, es trasllada la imatge en romeria fins a l'ermita; dos dies abans, el 8 de setembre de 1939, l'Ajuntament d'Ulldecona havia adoptat l'acord de baixar la imatge a la vila cada cinc anys.
El primer diumenge de la setmana del 12 de setembre se celebra la festa de la Pietat, el dia de la Patrona d'Ulldecona. Cada any es fa festa a l'ermita, i cada cinc anys, en concret els anys acabats en 4 i 9 se celebren les Festes Quinquennals, la festa gran d'Ulldecona. Des de la seva instauració, les Festes Quinquennals d'Ulldecona s'han celebrat ininterrompudament cada cinc anys, portant-se celebrades un total de quinze quinquennals. El 1964 l'ajuntament d'Ulldecona va prendre l'acord de traslladar les Festes Majors de l'octubre (sant Lluc) al setembre (Verge de la Pietat) coincidint aquell any amb les Festes Quinquennals. Des d'aleshores, les Festes Quinquennals han adquirit major esplendor doncs, a més dels tradicionals actes religiosos, es fan tots els actes propis de les festes majors: entre d'altres, el pregó i la proclamació de la Reina de les Festes (pubilla major).
Les Quinquennals s'enceten quan els ulldeconencs van a l'ermita a buscar la Verge de la Pietat. Un dels moments més emocionants de les festes és l'arribada al poble, on hi ha una multitud de gent esperant-la. Durant nou dies la Verge de la Pietat és passejada per Ulldecona. El poble es distribueix en sectors i la processó passa per tots els carrers, que estan guarnits amb motius florals molt variats fets pel veïnat. Després d'aquests nou dies, la Mare de Déu, acompanyada per la gent del poble, torna a la seva ermita.

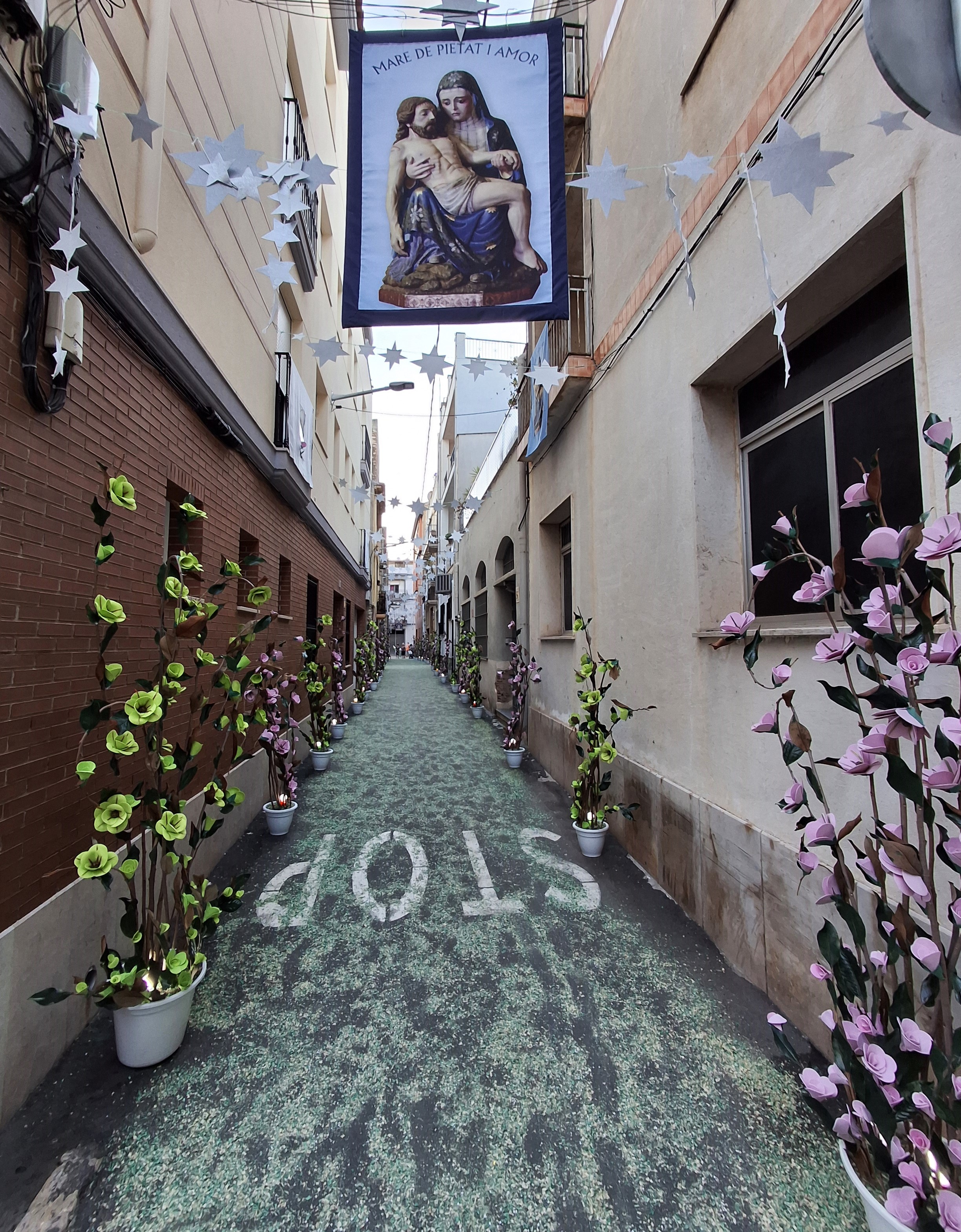
Carrer guarnit el 2024

Hi ha la tradició de vestir i engalanar el poble com un ritual per rebre la Verge. Els carrers estan decorats amb paperets, roba i altres materials; i als balcons s'hi col·loquen vànoves i cobrellits treballats artesanament. En l'ornamentació dels diferents carrers hi participen la majoria de veïns. Els dies de festa, a Ulldecona se celebren molts actes, cal destacar entre ells el "Ball de mantons" (ball tradicional de la població conegut popularment com a “Xim-xim” o jota d'Ulldecona; els bous (de carrer, de plaça i embolats), trobada de jotes, desfilades dels gegants i grallers d'Ulldecona, les revetlles, els concerts de les bandes de música, correfocs, competicions esportives, concurs de fotografia, visites guiades, exposicions, etc. a més del castell de focs d'artificis que tanca les festes. S'organitzen molts actes culturals, lúdics i religiosos adreçats a tots els grups d'edat. Per cada quinquennals s'escull un pregoner, una persona destacada que té alguna relació amb el poble.